# Jean-Charles Gervaise de Latouche

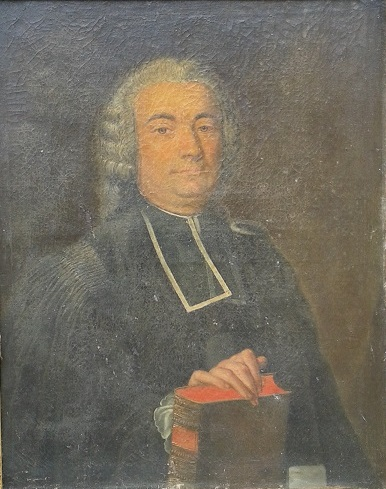
Ce portrait est exposé au musée de la Mengaliaire à Poutena au Portugal.

Jean-Charles Gervaise de Latouche, né le 26 novembre 1715 à Amiens et mort le 28 novembre 1782, est un écrivain français.
On attribue à Gervaise de Latouche, qui était avocat au Parlement de Paris, les ouvrages licencieux Mémoires de Mademoiselle de Bonneval (1738) l’Histoire de Dom Bougre, portier des Chartreux (1741) et, peut-être, Lyndamine, ou, L'optimisme des pays chauds (1778).
On sait qu'il était membre de l'Académie des belles-lettres, sciences et arts de La Rochelle à partir de 1757.
Il aurait placé toute sa fortune dans la Maison Guéméné. La faillite de celle-ci le ruina, et le fit mourir de chagrin.

## Œuvres
- Mémoires de Mademoiselle de Bonneval écrits par M***, 1738
- Histoire de Dom Bougre, portier des Chartreux, écrite par lui-même, Arles, Actes Sud, 1993  (ISBN 2-7427-0029-3)

## Sources
- Notice dans un dictionnaire ou une encyclopédie généraliste :   - Deutsche Biographie
- Notices d'autorité :   - VIAF
  - ISNI
  - BnF (données)
  - IdRef
  - LCCN
  - GND
  - Espagne
  - Belgique
  - Pays-Bas
  - NUKAT
  - Vatican
  - Australie
  - WorldCat
- Gustave Vapereau, Dictionnaire universel des littératures, Paris, Hachette, 1876, p. 879-80